# Apeadeiro de Almancil
O Apeadeiro de Almancil, anteriormente denominado de Vale Formoso (nome originalmente grafado como "Valle"), é uma interface da Linha do Algarve, que serve a localidade de Almancil, no Município de Loulé, em Portugal.

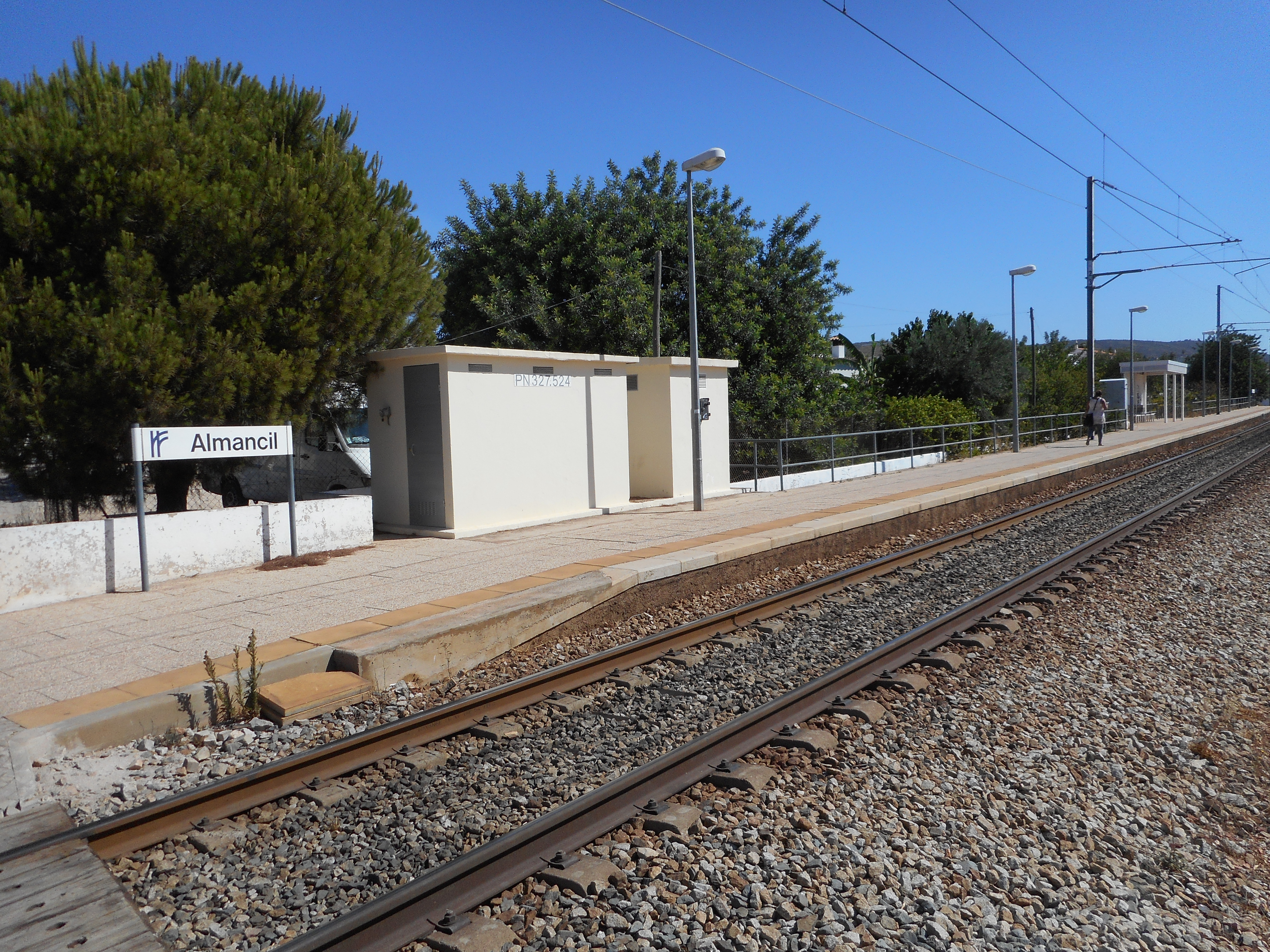
O apeadeiro de Almancil em 2015.

## Descrição

### Localização e acessos
Esta interface situa-se na Estrada do Vale Formoso (=EM512), distando do centro da localidade nominal mais de um quilómetro.

### Infraestrutura
Como apeadeiro em linha em via única, esta interface tem uma só plataforma, que tem 80 m de comprimento e 90 cm de altura. O abrigo de plataforma situa-se do lado nornoroeste da via (lado esquerdo do sentido ascendente, a Vilar Formoso).

### Serviços
Em dados de 2023, esta interface é servida por comboios de passageiros da C.P. de tipo regional tipicamente com nove circulações diárias em cada sentido entre Lagos e Faro.

## História

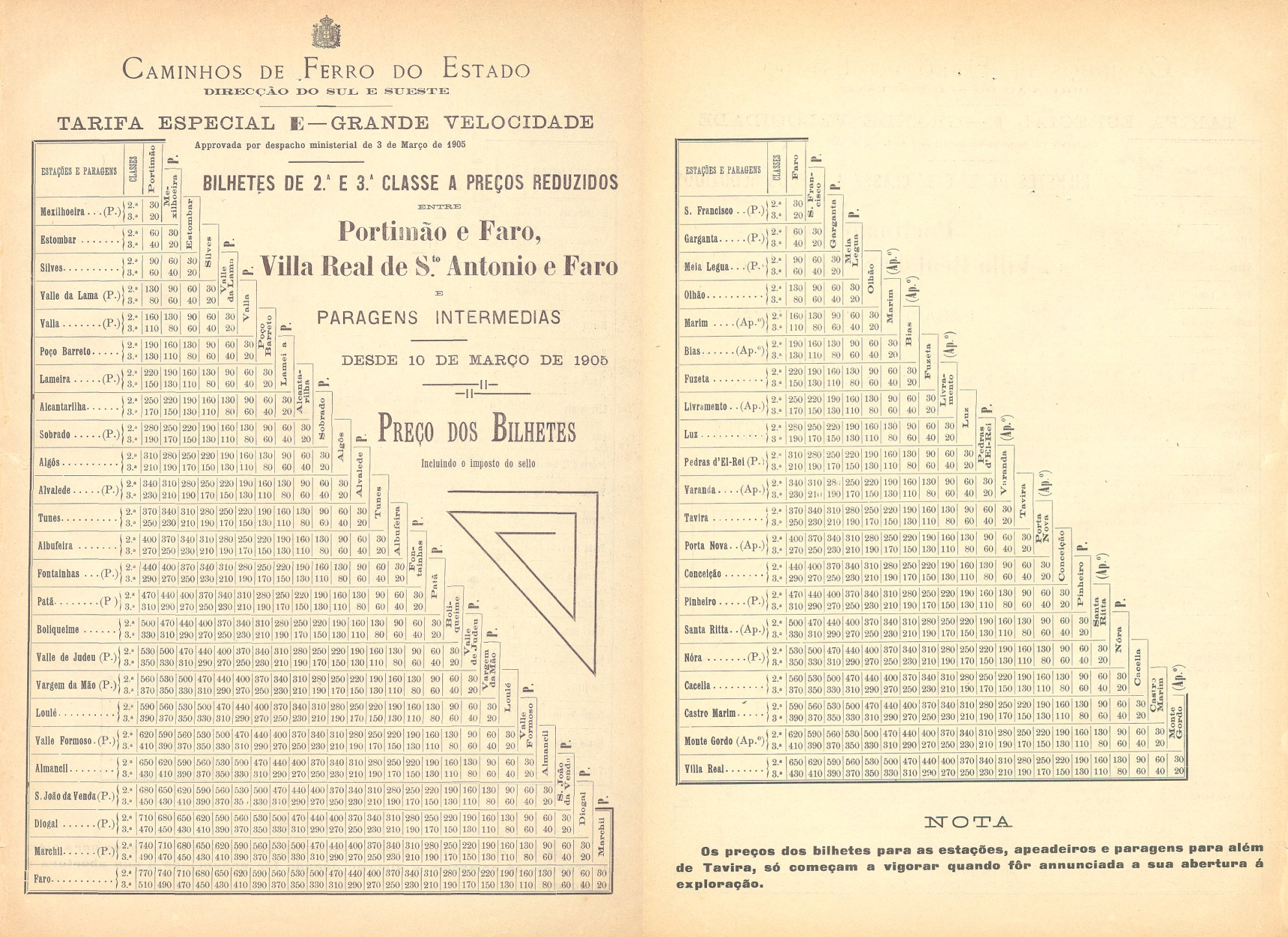
Aviso de 1905, onde esta interface aparece com a categoria de paragem, e a denominação de Valle Formoso.

Este apeadeiro situa-se no troço entre Tunes e Faro da Linha do Algarve, que abriu à exploração em 1 de Julho de 1889, tendo sido construído pelo governo português.
Um diploma publicado no Diário do Governo n.º 291, 3.ª Série, de 16 de Dezembro de 1950, aprovou os projectos da Companhia dos Caminhos de Ferro Portugueses, relativos à atribuição de distâncias próprias para vários apeadeiros, incluindo o de Vale Formoso.

Em 2003 este apeadeiro denominava-se ainda de Vale Formoso, tendo a designação sido alterada para de Almancil em 2004, concorrentemente com o encerramento do Apeadeiro de Almancil-Nexe.